# Julián Quiñones
Julian Andrés Quiñones Quiñones (Magüí, 24 marzo 1997) è un calciatore colombiano naturalizzato messicano, attaccante dell'Al-Qadisiya e della. nazionale messicana

## Caratteristiche tecniche
È un centravanti. Gioca in attacco

## Carriera

### Nazionale
Con la nazionale Under-20 colombiana ha preso parte al campionato sudamericano 2017.
Nell'ottobre del 2023 ha ottenuto la cittadinanza messicana, esordendo così il 17 novembre del medesimo anno con il Messico nella sconfitta per 2-0 contro l'Honduras.
Il 24 marzo 2024 realizza il suo primo gol per la selezione messicana nel successo per 3-0 contro Panama.

## Statistiche

### Presenze e reti nei club
Statistiche aggiornate al 2 luglio 2025.
| Stagione        | Squadra         | Campionato      | Campionato | Campionato | Coppe nazionali | Coppe nazionali | Coppe nazionali | Coppe continentali | Coppe continentali | Coppe continentali | Altre coppe | Altre coppe | Altre coppe | Totale | Totale | Totale |
| Stagione        | Squadra         | Comp            | Pres       | Reti       | Comp            | Pres            | Reti            | Comp               | Pres               | Reti               | Comp        | Pres        | Reti        | Pres   | Reti   |        |
| --------------- | --------------- | --------------- | ---------- | ---------- | --------------- | --------------- | --------------- | ------------------ | ------------------ | ------------------ | ----------- | ----------- | ----------- | ------ | ------ | ------ |
| gen.-apr. 2016  | Venados         | aMX             | 14         | 3          | cMX             | 6               | 3               | -                  | -                  | -                  | -           | -           | -           | 20     | 6      |        |
| 2016-2017       | Tigres UANL     | PD              | 5+2        | 0          | cMX             | 0               | 0               | CCL                | 3                  | 1                  | -           | -           | -           | 10     | 1      |        |
| 2017-2018       | Lobos BUAP      | PD              | 28         | 17         | cMX             | 0               | 0               | -                  | -                  | -                  | -           | -           | -           | 28     | 17     |        |
| 2018-2019       | Tigres UANL     | PD              | 25         | 6          | cMX             | 4               | 1               | CCL                | 6                  | 2                  | -           | -           | -           | 35     | 9      |        |
| 2019-2020       | Tigres UANL     | PD              | 4          | 0          | cMX             | 0               | 0               | CCL                | 2                  | 0                  | -           | -           | -           | 6      | 0      |        |
| 2020-2021       | Tigres UANL     | PD              | 19+4       | 2          | -               | -               | -               | -                  | -                  | -                  | CmC         | 1           | 0           | 24     | 2      |        |
| Totale Tigres   | Totale Tigres   | Totale Tigres   | 53+6       | 8          |                 | 4               | 1               |                    | 11                 | 3                  |             | 1           | 0           | 75     | 12     |        |
| 2021-2022       | Atlas           | PD              | 31+12      | 11+3       | -               | -               | -               | -                  | -                  | -                  | -           | -           | -           | 43     | 14     |        |
| 2022-2023       | Atlas           | PD              | 32+3       | 17+1       | -               | -               | -               | CCL                | 3                  | 3                  | SM+CC       | 1+1         | 1+0         | 40     | 22     |        |
| Totale Atlas    | Totale Atlas    | Totale Atlas    | 63+15      | 28+4       |                 | -               | -               |                    | 3                  | 3                  |             | 2           | 1           | 83     | 36     |        |
| 2023-2024       | América         | PD              | 29+12      | 12+6       | -               | -               | -               | CCC                | 7                  | 3                  | LC          | 4           | 2           | 52     | 23     |        |
| 2024-2025       | Al-Qadisiya     | SPL             | 28         | 20         | KCC             | 5               | 5               | -                  | -                  | -                  | -           | -           | -           | 33     | 25     |        |
| Totale carriera | Totale carriera | Totale carriera | 248        | 98         |                 | 15              | 9               |                    | 21                 | 9                  |             | 7           | 3           | 291    | 119    |        |

### Cronologia presenze e reti in nazionale
| Cronologia completa delle presenze e delle reti in nazionale ― Messico | Cronologia completa delle presenze e delle reti in nazionale ― Messico | Cronologia completa delle presenze e delle reti in nazionale ― Messico | Cronologia completa delle presenze e delle reti in nazionale ― Messico | Cronologia completa delle presenze e delle reti in nazionale ― Messico | Cronologia completa delle presenze e delle reti in nazionale ― Messico | Cronologia completa delle presenze e delle reti in nazionale ― Messico | Cronologia completa delle presenze e delle reti in nazionale ― Messico |
| Data                                                                   | Città                                                                  | In casa                                                                | Risultato                                                              | Ospiti                                                                 | Competizione                                                           | Reti                                                                   | Note                                                                   |
| ---------------------------------------------------------------------- | ---------------------------------------------------------------------- | ---------------------------------------------------------------------- | ---------------------------------------------------------------------- | ---------------------------------------------------------------------- | ---------------------------------------------------------------------- | ---------------------------------------------------------------------- | ---------------------------------------------------------------------- |
| 18-11-2023                                                             | Tegucigalpa                                                            | Honduras                                                               | 2 – 0                                                                  | Messico                                                                | CONCACAF Nations League 2022-2023 - Quarti di finale                   | -                                                                      | 73’                                                                    |
| 22-11-2023                                                             | Città del Messico                                                      | Messico                                                                | 2 – 0 dts (4 - 2 dtr)                                                  | Honduras                                                               | CONCACAF Nations League 2022-2023 - Quarti di finale                   | -                                                                      | 70’                                                                    |
| 22-3-2024                                                              | East Rutherford                                                        | Panama                                                                 | 0 – 3                                                                  | Messico                                                                | CONCACAF Nations League 2022-2023 - Semifinale                         | 1                                                                      | 59’                                                                    |
| 6-6-2024                                                               | Colorado                                                               | Messico                                                                | 0 – 4                                                                  | Uruguay                                                                | Amichevole                                                             | -                                                                      | 69’                                                                    |
| 9-6-2024                                                               | College Station                                                        | Messico                                                                | 2 – 3                                                                  | Brasile                                                                | Amichevole                                                             | 1                                                                      | 89’                                                                    |
| 23-6-2024                                                              | Houston                                                                | Messico                                                                | 1 – 0                                                                  | Giamaica                                                               | Coppa America 2024 - 1º turno                                          | -                                                                      |                                                                        |
| 27-6-2024                                                              | Inglewood                                                              | Venezuela                                                              | 1 – 0                                                                  | Messico                                                                | Coppa America 2024 - 1º turno                                          | -                                                                      | 78’                                                                    |
| 30-6-2024                                                              | Glendale                                                               | Messico                                                                | 0 – 0                                                                  | Ecuador                                                                | Coppa America 2024 - 1º turno                                          | -                                                                      | 86’                                                                    |
| 7-9-2024                                                               | Pasadena                                                               | Messico                                                                | 3 – 0                                                                  | Nuova Zelanda                                                          | Amichevole                                                             | -                                                                      | 52’                                                                    |
| 15-11-2024                                                             | San Pedro Sula                                                         | Honduras                                                               | 2 – 0                                                                  | Messico                                                                | CONCACAF Nations League 2024-2025 - Quarti di finale                   | -                                                                      | 58’                                                                    |
| 21-3-2025                                                              | East Rutherford                                                        | Canada                                                                 | 0 – 2                                                                  | Messico                                                                | CONCACAF Nations League 2024-2025 - Semifinale                         | -                                                                      | 80’                                                                    |
| 10-6-2025                                                              | Chapel Hill                                                            | Messico                                                                | 1 – 0                                                                  | Turchia                                                                | Amichevole                                                             | -                                                                      | 70’                                                                    |
| 14-6-2025                                                              | Inglewood                                                              | Messico                                                                | 3 – 2                                                                  | Rep. Dominicana                                                        | Gold Cup 2025 - 1º turno                                               | -                                                                      | 73’ 95’                                                                |
| 18-6-2025                                                              | Arlington                                                              | Suriname                                                               | 0 – 2                                                                  | Messico                                                                | Gold Cup 2025 - 1° turno                                               | -                                                                      | 72’                                                                    |
| 22-6-2025                                                              | Paradise                                                               | Messico                                                                | 0 – 0                                                                  | Costa Rica                                                             | Gold Cup 2025 - 1° turno                                               | -                                                                      | 88’                                                                    |
| 29-6-2025                                                              | Glendale                                                               | Messico                                                                | 2 – 0                                                                  | Arabia Saudita                                                         | Gold Cup 2025 - Quarti di finale                                       | -                                                                      | 73’                                                                    |
| Totale                                                                 |                                                                        | Presenze                                                               | 16                                                                     |                                                                        | Reti                                                                   | 2                                                                      |                                                                        |

## Palmarès

### Club

#### Competizioni nazionali
- Campionato messicano: 2

Atlas: Clausura 2022
América: Apertura 2023
- Supercoppa del Messico: 1

Atlas: 2022

### Nazionale
- Gold Cup: 1

2025